# Rhodostemonodaphne rufovirgata
Rhodostemonodaphne rufovirgata är en lagerväxtart som beskrevs av S. Madriñán. Rhodostemonodaphne rufovirgata ingår i släktet Rhodostemonodaphne och familjen lagerväxter. Inga underarter finns listade i Catalogue of Life.